# Gare de Langenthal
La gare de Langenthal est une gare ferroviaire suisse établie à la jonction de la ligne à voie normale Langenthal-Huttwil de la BLS et de la ligne Olten-Berne des Chemins de fer fédéraux suisses. Elle est également le point de jonction des lignes Langenthal-Oensingen, Langenthal-Oensingen (en) et Langenthal-Melchnau à voie métrique de l'Aare Seeland mobil. C'est la plus grande gare de  Langenthal, dans le canton de Berne.

## Service des voyageurs

### Desserte
InterRegio : cadence semi-horaire entre Olten et Berne. Regio : cadence à la demi-heure jusqu'à Soleure ; cadence à la demi-heure jusqu'à St. Urban. RER lucernois : train toutes les heures pour Lucerne, toutes les demi-heures aux heures de pointes et RER argovien : un train toutes les demi-heures jusqu'à Olten.